# Coupe de Suisse de football 2025-2026
Navigation
Édition précédente Édition suivante
La 101e Coupe de Suisse commence le 15 août 2025 et se termine le 24 mai 2026. Le vainqueur de la compétition se qualifie pour le premier tour de qualification de la Ligue Europa. La finale a lieu le 24 mai 2026.

## Format
64 équipes participent au premier tour de la Coupe Suisse :  de la Swiss Football League ( de Super League et  de Challenge League),  issues de la Première Ligue (Promotion League et 1re ligue),  de la ligue amateur et le vainqueur du Suva Fair Play Trophy. Le FC Vaduz, bien que membre de la Challenge League, ne peut pas participer en raison de son engagement en Coupe du Liechtenstein.
- Premier tour : 64 clubs s'affrontent. L'équipe de la division inférieure bénéficie de l'avantage du terrain et les clubs de la Swiss Football League ne peuvent pas se rencontrer.
- Deuxième tour : 32 vainqueurs du premier tour s'affrontent, avec les mêmes règles d'avantage du terrain et d'exclusion des duels entre clubs de Super League.
- Huitièmes de finale : 16 équipes qualifiées. L'équipe la moins bien classée joue à domicile, sans tête de série.
- À partir des quarts de finale : L'avantage du terrain est maintenu pour les clubs des divisions inférieures.

## Clubs participants
| Super League (12 clubs) | Challenge League (9 clubs) | Promotion League (7 clubs)                                                                    | 1re Ligue Classic (11 clubs) |
| --- | --- | --------------------------------------------------------------------------------------------- | --- |
| FC BâleT Grasshopper Club Zurich FC Lausanne-Sport FC Lugano FC Lucerne Servette FC FC Sion FC Saint-Gall FC Winterthour BSC Young Boys FC Thoune FC Zurich          | FC Aarau AC Bellinzone Étoile Carouge FC Neuchâtel Xamax FCS FC Rapperswil-Jona FC Stade Lausanne Ouchy FC Stade Nyonnais FC Wil Yverdon-Sport FC                                                              | FC Biel-Bienne FC Breitenrain SC Cham FC Grand-Saconnex SC Kriens FC Schaffhouse Vevey-Sports | FC Concordia Bâle FC Courtételle FC Échallens Région FC La Sarraz-Eclépens FC Mendrisio FC Prishtina Berne SV Schaffhouse FC Stade Payerne FC Wettswil-Bonstetten FC Wohlen Zug 94 |
| 2e Ligue interrégionale (10 clubs) | 2e Ligue (12 clubs) | Ligues inférieures (3 clubs)                                                                  | |
| FC Ajoie-Monterri FC Altstätten FC Bosna Neuchâtel FC Dardania Lausanne FC Gossau FC Härkingen FC Klingnau FC Lachen/Altendorf Signal FC Bernex-Confignon FC Vernier | FC Azzurri Bienne FC Breitenbach FC Diaspora 2014 FC La Tour/Le Pâquier FC Le Communal Sport Le Locle FC Lommiswil FC Morbio FC Perlen-Buchrain FC Romanshorn FC Saxon Sports FC Unterstrass FC Veyrier Sports | SC Nebikon FC Volketswil FC Walenstadt                                                        | |

T = Tenant du titre

## Calendrier
| Tour             | Date                 | Nombre d'équipes |
| ---------------- | -------------------- | ---------------- |
| Premier tour     | 15-17 août 2025      | 64               |
| Deuxième tour    | 19-21 septembre 2025 | 32               |
| 8es de finale    | 2-4 décembre 2025    | 16               |
| Quarts de finale | 3-5 février 2026     | 8                |
| Demi-finale      | 18 et 19 avril 2026  | 4                |
| Finale           | 24 mai 2026          | 2                |

## Résultats

### Premier tour
Le tirage au sort des affiches du premier tour a lieu le 30 juin 2025. Les deux finalistes de l'édition précédente, le FC Biel-Bienne et le FC Bâle se retrouvent dès le premier tour,.
| Équipe 1                      | Résultat       | Équipe 2                |
| ----------------------------- | -------------- | ----------------------- |
| 15 août 2025                  |                |                         |
| FC Perlen-Buchrain            | 0-3            | FC Lucerne              |
| FC Volketswil                 | 0-8            | FC Rapperswil-Jona      |
| FC Wettswil-Bonstetten        | 0-2            | FC Zurich               |
| FC Ajoie-Monterri             | 0-2            | FC Sion                 |
| 16 août 2025                  |                |                         |
| FC Walenstadt                 | 0-13           | FC Saint-Gall           |
| FC Romanshorn                 | 2-4            | FC Altstätten           |
| FC La Sarraz-Eclépens         | 1-4            | FC Grand-Saconnex       |
| FC Lommiswil                  | 1-4 ap         | FC Prishtina Bern       |
| FC Stade-Payerne              | 1-3            | Yverdon-Sport FC        |
| SC Kriens                     | 2-3 ap         | FC Wil                  |
| Zug 94                        | 0-0 ap 5-4 tab | FC Mendrisio            |
| FC Veyrier Sports             | 0-2            | FC Stade Lausanne-Ouchy |
| FC Härkingen                  | 2-3 ap         | FC Schaffhouse          |
| FC Morbio                     | 2-1            | FC Gossau               |
| FC Le Communal Sport Le Locle | 2-1            | FC Saxon Sports         |
| FC Vernier                    | 0-1 ap         | FC Échallens Région     |
| Signal FC Bernex-Confignon    | 0-3 ap         | Étoile Carouge FC       |
| SV Schaffhausen               | 0-5            | FC Winterthour          |
| FC Diaspora 2014              | 2-3            | NE Xamax FCS            |
| FC Breitenbach                | 0-5            | FC Bosna Neuchâtel      |
| FC Unterstrass                | 4-4 ap 4-2 tab | FC Klingnau             |
| SC Nebikon                    | 0-4            | AC Bellinzone           |
| FC Wohlen                     | 1-3            | FC Aarau                |
| FC Bienne                     | 1-6            | FC Bâle                 |
| 17 août 2025                  |                |                         |
| FC Azzurri Bienne             | 0-8            | FC Concordia Bâle       |
| SC Cham                       | 3-2            | FC Lugano               |
| FC La Tour/Le Pâquier         | 0-4            | FC Stade Nyonnais       |
| FC Dardania Lausanne          | 0-5            | Servette FC             |
| Vevey-Sports                  | 1-2            | FC Lausanne-Sport       |
| FC Courtételle                | 1-4            | BSC Young Boys          |
| FC Breitenrain                | 1-0            | FC Thoune               |
| FC Lachen/Altendorf           | 0-2            | GC Zurich               |

### Deuxième tour
| Équipe 1          | Résultat | Équipe 2 |
| ----------------- | -------- | -------- |
| 19 septembre 2025 |          |          |
| 20 septembre 2025 |          |          |
| 21 septembre 2025 |          |          |